# هيئة الحوكمة الرشيدة ومكافحة الفساد
هيئة الحوكمة الرشيدة ومكافحة الفساد هي هيئة دستورية تونسية مستقلة، صدر قانونها في 24 أغسطس 2017، وهي في طور التأسيس حاليا. تهدف إلى مكافحة الفساد وإرساء مبادئ الحوكمة الرشيدة.

## سياق التكوين والتاريخ
بعد الثورة التونسية في 2011، تم تأسيس لجنة تقصي الحقائق عن الفساد والرشوة التي كلفت بالتحقيق فيما وقع في فترة نظام الرئيس المخلوع زين العابدين بن علي. انتهت مهام هاته اللجنة في نفس السنة، وتولت مهامها الهيئة الوطنية لمكافحة الفساد.

صادق المجلس الوطني التأسيسي في 27 يناير 2014 على دستور تونس 2014، وأسس في بابه السادس لخمسة هيئات دستورية، منها هيئة الحوكمة الرشيدة ومكافحة الفساد وذلك في الفصل 130 منه.

تنزيلا لأحكام الدستور، صادق مجلس نواب الشعب في 19 يوليو 2017 على القانون الأساسي للهيئة، وصدر رسميا بالرائد الرسمي في 24 أغسطس من نفس السنة.

تلغى الهيئة الوطنية لمكافحة الفساد عند بداية هيئة الحوكمة الرشيدة ومكافحة الفساد لمهامها، وتحال كل ممتلكاتها وتجهيزاتها وأرشيفها ووثائقها للهيئة الجديدة.

## المهام

### المهام
تتولى الهيئة القيام بما يلي:
- تسهم الهيئة في إرساء سياسات ونظم منع الفساد ومكافحته وكشف مواطنه، وفي متابعة تنفيذها ونشر ثقافتها.
- رصد حالات الفساد في القطاعين العام والخاص والتقصي فيها، والتحقق منها، وإحالتها على الجهات المعنية.
- نشر ثقافة الحوكمة الرشيدة وقيمها وأخلاقياتها وتعميم المعارف المتصلة بها ونشر الوعي المجتمعي بمخاطر الفساد وضرورة التصدي له.
- إرساء المبادئ العامة للحوكمة الرشيدة في القطاعين العام والخاص ومنها على وجه الخصوص سيادة القانون والمساءلة والشفافية والنزاهة والإنصاف والمشاركة والنجاعة وذلك من خلال:
  - اقتراح الآليات والتدابير الضامنة لاحترام هذه المبادئ وتعزيزها، والسعي إلى إرساء الممارسات الفعالة لتكريسها.
  - الاقتراح والمساهمة في سياسات الحوكمة الرشيدة والوقاية من الفساد اعتمادا على المعايير الدولية المنطبقة في المجال ومتابعة تنفيذها وتقييم آثارها.
  - نشر ثقافة الحوكمة الرشيدة وقيمها وأخلاقياتها باعتماد جميع آليات التواصل، وإعداد دراسات إستراتيجية وهيكلية تساهم في برنامج الإصلاح الإداري لإرساء منظومة الحكومة المفتوحة.
  - إرساء منظومة رصد للحوكمة الرشيدة، والمساعدة والمشاركة في إعداد إستراتيجية وبرنامج عمل تقييم وإدارة المخاطر المتعلّقة بالفساد.
- تعمل الهيئة على تعزيز الحوكمة الرشيدة ومنع الفساد ومكافحته من خلال:
  - إصدار المبادئ التوجيهية العامة، وجمع المعطيات والبيانات والإحصائيات المتعلقة بالفساد وإحداث قاعدة بيانات بهدف استغلالها، وتوفير أدلة إجرائية والعمل على تعميمها، وإنجاز ونشر البحوث والدراسات والاستشارات. إلى جانب تنظيم منتديات وطنية أو إقليمية أو دولية، وإقامة علاقات تعاون وشراكة مع الهياكل العمومية والخاصة ومنظمات المجتمع المدني.
- تستشار الهيئة وجوبا في مشاريع القوانين المتصلة بمجال اختصاصها سيما تلك المتعلقة بالوقاية من الفساد ومكافحته وتكريس مبادئ الحوكمة الرشيدة، ويمكن أن تستشار في مشاريع النصوص الترتيبية العامة المتصلة بمجال اختصاصها. وتبدي الهيئة رأيها في أجل أقصاه ثلاثين يوما من تاريخ تسلمها الاستشارة.
- إبداء رأيها تلقائيا في كل مسألة متصلة باختصاصها وتعلم الهيئة الجهة المعنية بالرأي.
- دراسة النصوص القانونية سارية المفعول والمتعلقة بمجال اختصاصها بهدف تقييم مدى فعاليتها وتقديم مقترحات لتطويرها إلى الجهة المختصة.
- التعاون مع نظيراتها الأجنبية والمنظمات غير الحكومية المختصة ويمكن لها أن تبرم معها اتفاقات في مجال اختصاصها. كما تسعى إلى تبادل الوثائق والدراسات والمعلومات معها بما من شأنه أن يكفل الإنذار المبكر بجرائم الفساد وكشفها وتفادي ارتكابها.
- تلقي التصاريح بالمكاسب والمصالح طبقا للقانون، والتثبت من سلامة وصحة التصاريح المودعة لديها.
- ترسيخ وتدعيم نظم تكرس الشفافية وتمنع تضارب المصالح في القطاعين العام والخاص، كما تتخذ الإجراءات والتدابير المناسبة للتوقي منه.

كما ترفع الهيئة إلى مجلس نواب الشعب تقريرا سنويا لنشاطها وتقريرا في مجال الحوكمة الرشيدة ومكافحة الفساد وتوصيات الهيئة في هذا المجال وتتم مناقشتهما في جلسة عامة مخصصة للغرض ويتم نشرهما بالرائد الرسمي للجمهورية التونسية وبالموقع الإلكتروني الخاص بالهيئة مع احترام التشريع المتعلق بحماية المعطيات الشخصية. كما تقدم الهيئة التقريرين المذكورين أعلاه إلى رئيس الجمهورية التونسية ورئيس الحكومة التونسية ورئيس المجلس الأعلى للقضاء.

تعد الهيئة تقارير دورية حول الحوكمة الرشيدة ومكافحة الفساد يتم نشرها للعموم.

### الصلاحيات
- التقصي في شبهات الفساد:
  - رصد حالات الفساد والتقصي فيها والتحقق منها قبل إحالتها على الجهات الإدارية أو القضائية عند الاقتضاء.
  - تبليغ أو تلقي عريضة التقصّي حول شبهات الفساد بهدف معرفة ملابساتها.
  - حماية المبلغين عن الفساد والشهود وأي شخص آخر تقدر الهيئة أنه عرضة للضرر بمناسبة الإبلاغ أو تبعا له، والخبراء الذين قد تلجأ إليهم في ممارسة مهامها في مجال رصد شبهات الفساد والتقصي فيها.
  - في إطار ممارسة أعوان قسم مكافحة الفساد لمهامهم، يكون لهم الاضطلاع بوظائف الضابطة العدلية. ويتولون بصفتهم مأموري ضابطة عدلية وتحت إشراف السلطة القضائية المختصة تلقي الشهادات وجمع المعلومات والأدلة، كما يمكنهم القيام بعمليات التفتيش وحجز الوثائق والمنقولات والمعدات وتحرير المحاضر والتقارير، مع إمكانية الاستعانة بالقوة العامة. يمكن لأعوان هذا القسم إذا ثبت لديهم بمناسبة مباشرتهم لمهمّة التقصي في ملف، وجود شبهة فساد في ملف آخر، القيام بالحجز بإذن من السلطة القضائية.
  - تحرر الهيئة أثناء التحقيق في كل أطواره محاضر كتابية، ثم تحيل الملفات إلى السلطات القضائية.
- حق الإطلاع:
- تلتزم جميع الهياكل العمومية والخاصة والهيئات الدستورية المستقلة وغيرها من الهيئات بمد الهيئة تلقائيا أو بطلب منها بالمعلومات والوثائق المتضمنة لكل المعطيات التي بلغت إلى علمها بمناسبة ممارسة مهامها والتي تدخل ضمن مشمولات الهيئة.
- تتلقى الهيئة نسخا من التقارير الصادرة عن مصالح وهيئات الرقابة والتفقد والتدقيق والتقارير السنوية والخصوصية الصادرة عن محكمة المحاسبات.
- لا يمكن لأي جهة مجابهة طلبات الهيئة بالسر المهني أو البنكي أو الجبائي. وإذا كان طلب الهيئة متعلقا بالاستثناءات المنصوص عليها بالتشريع الخاص بالنفاذ إلى المعلومة فلها أن تلجأ إلى القضاء الإداري لاستصدار إذن استعجالي في الغرض.

## الأعضاء
تتكون الهيئة من مجلس وجهاز إداري. أما مجلس الهيئة فيتكون من 9 أعضاء ينتخبون من قبل مجلس نواب الشعب، يباشرون مهامهم لفترة واحدة مدتها 6 سنوات، بينما يجدد ثلث أعضاء الهيئة كل سنتين. يتوزع الأعضاء كالآتي:
- 8 أعضاء لديهم أقدمية 10 سنوات في عملهم الفعلي أثناء تقديم ترشحهم: قاض عدلي، قاض مالي، قاض إداري، محام، مختص في مراقبة الحسابات أو التدقيق، مختص في العلوم الاجتماعية، مختص في الجباية أو الرقابة الإدارية والمالية، مختص في الاتصال والإعلام.
- عضو ناشط بمنظمات وجمعيات المجتمع المدني المعنية بالحوكمة الرشيدة ومكافحة الفساد لمدة لا تقل عن ثلاث سنوات. بالنسبة للجمعية أو المنظمة الناشطة بالمجتمع المدني، يجب أن تكون تونسية مصرح بها منذ ثلاث سنوات على الأقل وأن تكون وضعيتها الإدارية والمالية قانونية.

أما شروط الترشح لعضوية مجلس الهيئة فهي:
- الجنسية التونسية والتمتع بالحقوق المدنية والسياسية.
- عمر لا يقل عن 30 سنة.
- الاستقلال والحياد والنزاهة.
- وضعية جبائية قانونية.
- عدم تحمل مسؤولية مركزية أو جهوية أو محلية في حزب سياسي.
- عدم صدور حكم قضائي بات من أجل جنحة أو جناية في حق المترشح، أو عزله أو إعفاؤه أو طرده أو شطبه من مهامه بمقتضى عقوبة تأديبية.
- تصريح على الشرف يشهد بتوفر الشروط القانونية لدى المترشح.

بالنسبة للجهاز الإداري، فيشرف عليه المدير التنفيذي للهيئة (الذي يعينه مجلس الهيئة)، ويقوم بالمهام الإدارية والمالية والفنية الموكولة إليه قانونا.
أما فيما يخص واجبات أعضاء مجلس الهيئة فهي:
- التفرغ الكلي لممارسة مهامهم.
- حضور الجلسات.
- التصريح على المكاسب عند مباشرة المهامّ وعند الانتهاء منها.
- التصريح بكل حالات تضارب المصالح التي تعترضهم بمناسبة أداء مهامهم بالهيئة.
- النزاهة والتحفظ والحياد.
- عدم الترشح لأي انتخابات طيلة مدة العضوية بالهيئة.
- عدم تعاطي أنشطة مهنية موازية بمقابل.
- عدم الجمع مع العضوية في الحكومة أو في المحكمة الدستورية أو في المجلس الأعلى للقضاء أو منصب منتخب.

## مقالات ذت صلة
- الفساد في تونس

## روابط خارجية
- قانون أساسي عدد 59 لسنة 2017 مؤرخ في 24 أوت 2017 يتعلّق بهيئة الحوكمة الرشيدة ومكافحة الفساد، بوابة-التشريع.تونس.
- بي دي إف : نص القانون على بوابة-التشريع.تونس.